# Bombardeo de Tokio
El bombardeo de Tokio es el término en general para referirse a los bombardeos de la ciudad y capital japonesa de Tokio en varias ocasiones por las Fuerzas Aéreas del Ejército de los Estados Unidos durante la campaña del Pacífico de la Segunda Guerra Mundial, incluyendo el 9-10 de marzo de 1945 el bombardeo no-nuclear más destructivo de la historia, cuyo nombre clave fue Operación Encuentro (en inglés: Operation Meetinghouse), con cerca de 100.000 muertes de civiles y un millón de desplazados. Después de los primeros bombardeos, los estadounidenses centraron su estrategia en la utilización de los superbombarderos Boeing B-29 para llevar a cabo los ataques sobre Tokio y otras grandes urbes niponas. Las incursiones de los B-29 empezaron el 17 de noviembre de 1944 y continuaron hasta el 15 de agosto de 1945, cuando Japón se rindió.
Más del 50% de la industria de Tokio se extendía entre barrios residenciales y comerciales; el bombardeo incendiario cortó la producción de la ciudad entera a la mitad.

## Incursión Doolittle
El primer ataque aéreo sobre Tokio fue la Incursión Doolittle, así llamada por haber sido dirigida por el teniente coronel James H. Doolittle. El 18 de abril de 1942, dieciséis bombarderos B-25 Mitchell despegaron del portaaviones USS Hornet para atacar objetivos en Yokohama, Tokio y otras ciudades japonesas para luego volar hacia campos de aterrizaje en China.
La incursión no hizo ningún daño significativo a la capacidad de guerra de Japón, pero supuso una importante victoria propagandística para los Estados Unidos. Lanzado antes de tiempo, ninguno de los aviones alcanzó los campos de aterrizaje designados, estrellándose o realizando aterrizajes de emergencia, excepto un avión que aterrizó en la Unión Soviética, donde la tripulación fue internada (puesto que el gobierno soviético no apoyaba la operación). Dos tripulaciones fueron capturadas por el ejército japonés.

## Incursiones de los B-29

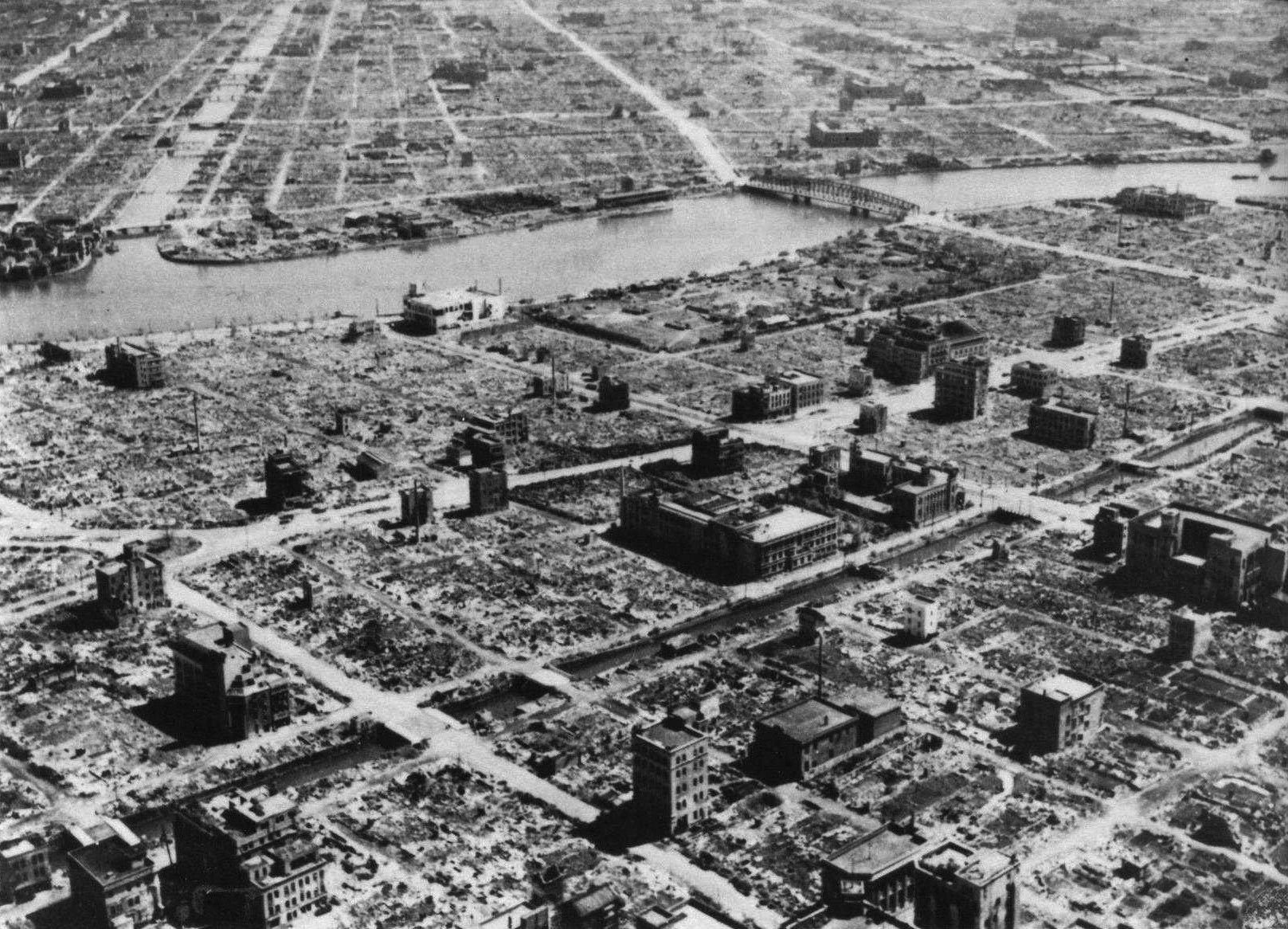
La zona residencial fue virtualmente destruida.

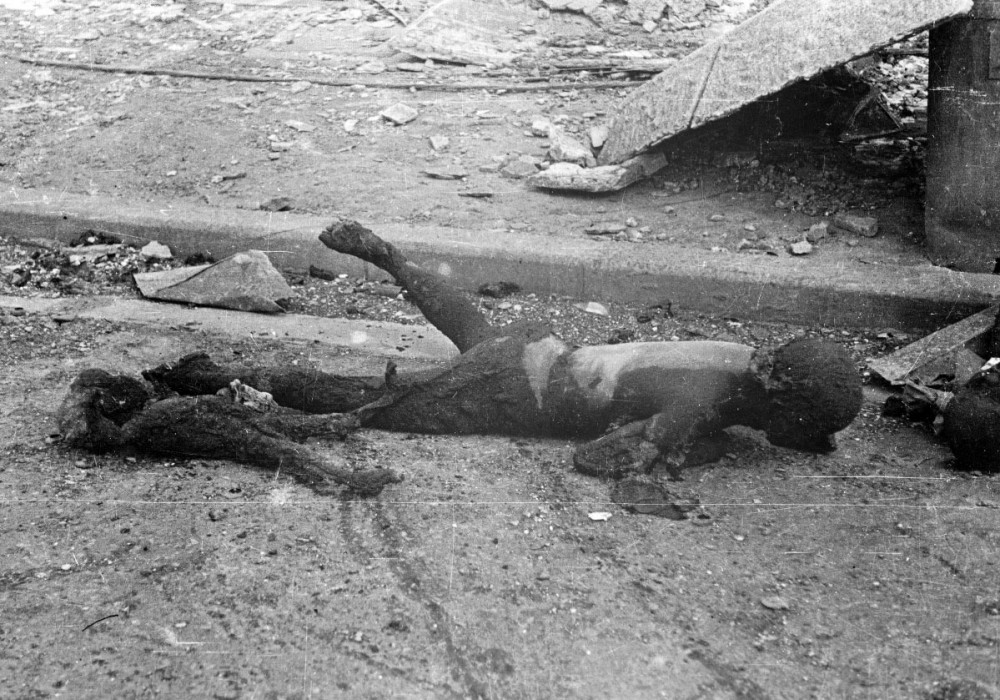
La espalda de la mujer muestra la marca del niño que llevaba atado.

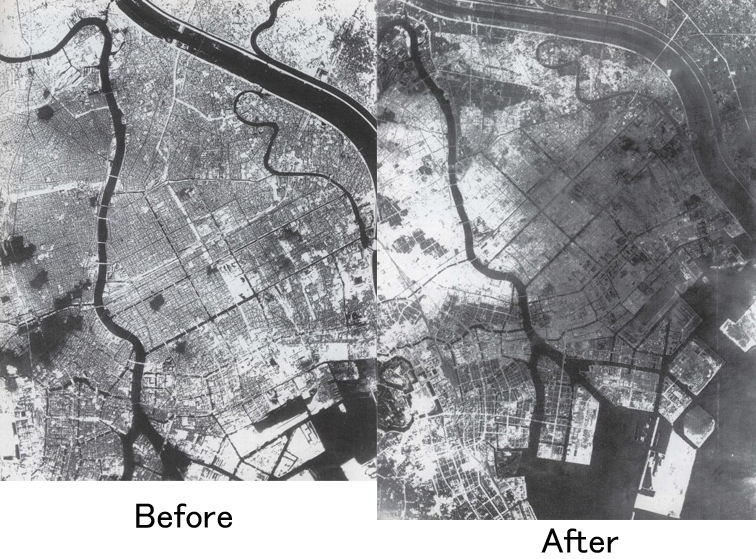
Antes / después.

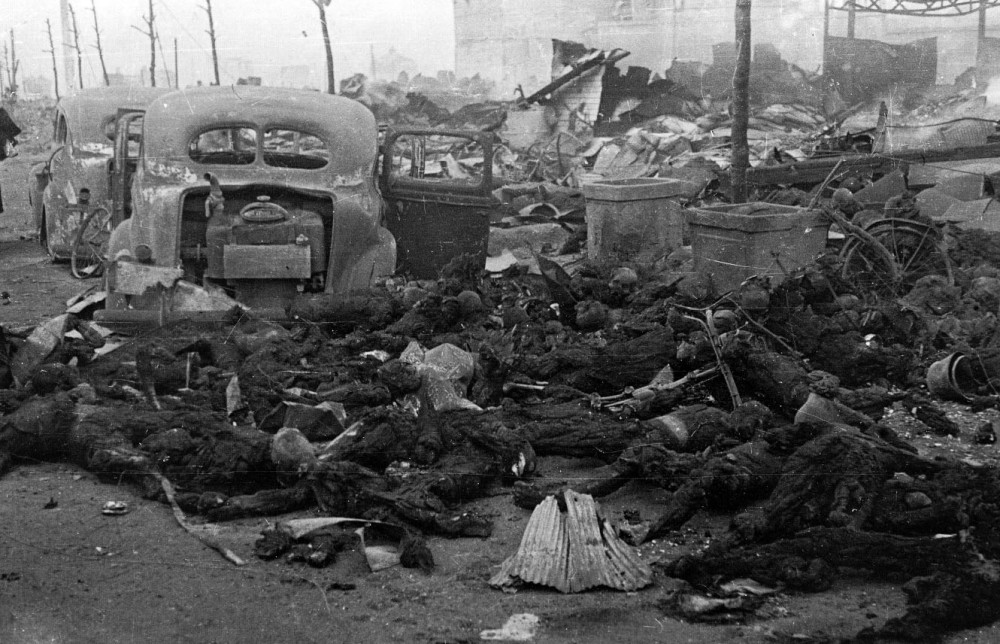
Restos carbonizados de civiles japoneses después de un bombardeo.

La herramienta clave para llevar a cabo el bombardeo de Japón fueron los B-29, que tenían una autonomía de 3250 millas náuticas (6019 kilómetros); casi el 90 % de las bombas que se utilizaron en el bombardeo de las islas japonesas fue lanzado por este tipo de bombardero. Las incursiones iniciales fueron realizadas desde bases militares estadounidenses en territorio chino por la Vigésima Fuerza Aérea de la USAAF con el nombre en clave de Operación Matterhorn. La base operacional fue trasladada en noviembre de 1944 a las Islas Marianas del Norte y en la primavera de 1945 a la isla de Guam.
En un principio, el objetivo de estas operaciones era realizar bombardeos de precisión para dañar la capacidad militar nipona. El primer ataque aéreo de este tipo que sufrió Tokio fue el 24 de noviembre de 1944, cuando 110 B-29 despegaron del aeródromo de Isley en Saipán con intención de destruir la fábrica de motores de aviación Nakajima; sin embargo, los aviones se vieron arrastrados por la corriente en chorro, un viento subestratosférico muy potente que es generado por las diferencias de temperatura entre los polos y el ecuador, haciendo imposible calcular correctamente la trayectoria de las bombas, de forma que apenas el 10 % de ellas alcanzaron su objetivo.
Tras varios fracasos semejantes, el responsable del XXI Mando de Bombardeo fue sustituido a mediados de enero por el general Curtis LeMay, que decidió cambiar completamente el enfoque, pasando a bombardeos nocturnos desde baja altura con napalm con el objetivo de arrasar las ciudades japonesas cuyas casas estaban construidas mayoritariamente con madera. El primer ataque de este tipo se realizó el 24 de febrero de 1945, cuando 174 B-29 lanzaron una gran cantidad de bombas incendiarias destruyendo aproximadamente 3 km² de la ciudad. El 4 de marzo, 159 bombarderos B-29 atacaron de nuevo el área urbana.
Tras estos éxitos, la noche del 9 al 10 de marzo de 1945, 334 B-29 despegaron hacia Tokio y 279 de ellos consiguieron lanzar 1700 toneladas de bombas incendiarias de napalm M69 sobre la ciudad, desatando un incendio de tal magnitud que en su epicentro se llegaron a alcanzar los 980 °C. El ataque destruyó 41 km² (aproximadamente la cuarta parte de la ciudad) y se calcula que unas 2100 000 personas murieron como consecuencia, un número mayor que las muertes inmediatas causadas por las bombas atómicas en Hiroshima o en Nagasaki, aunque el número de bajas varía según las fuentes. 
El número menor lo dio la Oficina Municipal de Tokio, que reconoció 83 793 muertes y 40 918 personas heridas. Por su parte, el Departamento de Policía Metropolitana de Tokio habla de 124 711 víctimas incluyendo muertos y heridos. Sin embargo, actualmente la mayoría de las fuentes tanto estadounidenses como japonesas estiman que aquella incursión ocasionó aproximadamente 100 000 víctimas mortales, 40 000 heridos y 1 000 000 de personas sin hogar. Aun así, estos datos también podrían ser demasiado bajos, recientemente Mark Selden escribió en Japan Focus:

El número de aproximadamente 100 000 muertes, que dan las autoridades japonesas y estadounidenses, teniendo ambas sus propios motivos para reducir al mínimo el número de muertes, me parece posiblemente bajo a la luz de la densidad demográfica, las condiciones de viento, y las listas de supervivientes. Con un promedio de 103 000 habitantes por milla cuadrada y niveles máximos tan altos como 135 000 por milla cuadrada, la densidad de población más alta de cualquier ciudad industrial en el mundo, y con medidas contra incendios ridículamente inadecuadas para la tarea, 15,8 millas cuadradas (41 km²) de Tokio fueron destruidas durante una noche mientras vientos feroces azotaban las llamas y paredes de fuego bloqueaban a decenas de miles que escapaban para salvar sus vidas. Aproximadamente 1,5 millones de personas vivían en las áreas quemadas.

Estos ataques continuaron en las semanas y meses siguientes; en abril, se realizaron al menos cinco incursiones sobre Tokio, centrando los ataques en la zona del arsenal y las fábricas aeronavales de Nakajima y Koizumi; en julio de 1945 se llegaron a lanzar 42 700 toneladas de napalm. Los últimos ataques aéreos sobre la ciudad se realizaron el 8 y el 10 de agosto, casi coincidiendo con los ataques atómicos. Al final de la guerra, algo más del 50 % del territorio de la ciudad había sido destruido como consecuencia de los bombardeos.